# MBC경남 창원 프로야구

## 주파수 안내
- 창원권 FM 98.9㎒
- 내서, 삼계 지역 FM 96.7㎒
- 진주권 FM 91.1㎒
- 거창, 함양, 합천 지역 FM 93.5㎒